# 劉喆
劉 喆（りゅう てつ）は、中華人民共和国の軍人。2016年5月に航空母艦遼寧の艦長に就任。

## 略歴
軍人の家庭に生まれ、1993年に中国人民公安大学を卒業、中国人民解放軍陸軍の軍人となった。その後、中国人民解放軍軍事科学院で造詣を深め、戦略学博士課程を修了。その後053H3型フリゲート嘉興に勤務した。
2016年5月、習近平の中央軍事委員会により遼寧艦長に任命された。

## 論文
- 『某型フリゲート対空ミサイル戦研究』（中: 某型护卫舰防空反导弹战研究）[1]
- 『総合集成 改装後駆逐艦・フリゲート編隊作戦使用問題』（中: 综合集成加改装后驱护舰编队作战使用问题）[1]